# (5130) Ilionée
(5130) Ilionée, désignation internationale (5130) Ilioneus, est un astéroïde troyen jovien.

## Description
(5130) Ilionée est un astéroïde troyen jovien, camp troyen, c'est-à-dire situé au point de Lagrange L5 du système Soleil-Jupiter. Il présente une orbite caractérisée par un demi-grand axe de 5,217 UA, une excentricité de 0,010 et une inclinaison de 15,7° par rapport à l'écliptique.
Il est nommé en référence au personnage de la mythologie grecque Ilionée, acteur du conflit légendaire de la guerre de Troie.

## Compléments